# دهستان آب‌بر
آب‌بر، مرکز شهرستان طارم در استان زنجان ایران است.

## جمعیت
براساس سرشماری سال ۱۳۸۵ جمعیت آن ۴٬۸۷۰ نفر (۱٬۰۹۷ خانوار) بوده‌است.